# Erzsébet Galgóczi
Erzsébet Galgóczi (Ménfőcsanak, 27 augustus 1930 – Győr, 20 mei 1989) was een Hongaars schrijfster van onder meer scenario's, bekroond met de Kossuth-prijs.

## Biografie
Galgóczi voltooide de basisschool in haar geboortedorp. Van 1941 tot 1945 doorliep ze de middelbare school in Győr en studeerde er af.
Tussen 1945 en 1949 volgde Galgóczi op het volkscollege in Győr een lerarenopleiding met goed gevolg.
Ze wilde verder studeren aan de Hogeschool voor Toneelkunsten in Boedapest, maar haar ouders lieten dit niet toe. Nog datzelfde jaar schreef ze zich in aan de Universiteit van Boedapest, faculteit der Letteren, maar al na enkele weken stopte ze met haar studie en schoolde zich om als metaaldraaier aan de Rábafabriek in Győr, een fabriek waar machines en spoorwegwagons worden gemaakt.
Tussen 1950 en 1955 ging ze dan toch studeren aan de faculteit dramaturgie van de Hogeschool voor Toneelkunsten in Boedapest.
Voor het feit dat je lesbisch was kon je in de jaren 70 niet uitkomen. Ze leefde jaren samen met Hilda Gobbi, een actrice.
Op 20 mei 1989 overleed ze onverwacht aan een hartinfarct in haar geboortehuis in Ménfőcsanak.

## Literaire werken
Galgóczi was bedrijvig op vele gebieden: ze schreef romans, novelles, toneelteksten, hoorspelen, reportages en etnografische werken. Tijdens de jaren 50 en 60 werd haar werk gedwarsboomd door de politieke macht, vanwege het feit dat ze onverbloemd de waarheid durfde brengen.
In de jaren 70 en 80 echter bleek ze heel populair te worden en had ze veel succes. Ze oogstte een heel groot succes met Vidravas (1984). In Törvényen belül (1980) werd het thema van het lesbisch zijn aangesneden. In 1982 werd haar boek Egymásra nézve verfilmd in regie van Károly Makk.

## Haar "probleem"
Vanwege haar buitengewone talent en haar streven om het socialisme te moderniseren en menswaardiger te maken door het politieke landbouwbeleid humaner te structureren (de landbouw was gecollectiviseerd) ondervond ze veel negatieve gevolgen.
Ze trachtte het leven en de politieke macht, alsook de nietigheid van de mens te begrijpen en te beschrijven. In de Hongaarse literatuur wordt op unieke wijze verslag gedaan van conflicten die te maken hebben met de modernisering van het boerenleven.

## Oeuvre
- Egy kosár hazai (verhalen, 1953)
- Félúton (korte roman, 1962)
- Ott is csak hó van (novelle, 1961)
- Öt lépcső felfele (verhalen, 1965)
- Kegyetlen sugarak (reportage, 1966)
- Fiú a kastélyból (verhalen, tv-spel, 1968)
- Nádtetős szocializmus (reportage, 1970)
- Kinek a törvénye? (novelle, 1971)
- Pókháló (roman, 1972)
- A főügyész felesége (toneel, 1974)
- Bizonyíték nincs (verhalen, 1975)
- A közös bűn (roman, 1976)
- A vesztes nem te vagy (novelle, 1976, 1978)
- Közel a kés (verhalen, 1978)
- Úszó jégtábla (hoorspel, 1978)
- Törvényen kivül és belül (korte roman, 1980)
- Cogito (verhalen, 1979)
- Ez a hét még nehéz lesz (korte roman, 1981)
- Vidravas (roman, 1984)
- Idegen a faluban (korte roman, novelle, 1984)
- A Törvény szövedéke (reportages, 1988)
- Kettősünnep (novelle, 1989)
- Fogódzó nélkül (novelle, 1994)

## Toneel, film, tv

### Toneel
- A főügyész felesége (Drama, Kecskemét, 1970)
- Kinek a törvénye? (Toneel, Győr, 1976)
- Vidravas. (Toneel, Boedapest, 1989)

### Film
- Félúton (1962)
- Pókháló (1974)
- A közös bűn (1978)
- Kinek a törvénye? (1979)
- Egymásra nézve (1982)

### tv
- Aknamező (1968)
- Régen volt háború (1969)
- Bizonyíték nincs (1973)
- Férfiak, akiket nem szeretnek
- A sírásó (1977)
- Úszó jégtáblák (1979)
- Használt koporsó (1979)
- Hínár (1981)
- Bolondnagysága (1982)
- [Szent Kristóf kápolnája (1984)
- Magyar karrier (1988)
- Fiú a kastélyból

## Bron
- Dit artikel of een eerdere versie ervan is een (gedeeltelijke) vertaling van het artikel Galgóczi Erzsébet op de Hongaarstalige Wikipedia, dat onder de licentie Creative Commons Naamsvermelding/Gelijk delen valt. Zie de bewerkingsgeschiedenis aldaar.

- Bibsys: 90352189
- Bibliothèque nationale de France: cb120354816 (data)
- CiNii: DA12172193
- Gemeinsame Normdatei: 119269856
- International Standard Name Identifier: 0000 0001 0858 5638
- Library of Congress Control Number: n88032882
- Nationale Bibliotheek van Letland: 000231520
- Nationale Bibliotheek van Tsjechië: ola2003165539
- Nationale bibliotheek van Australië: 35768197
- Nationale Bibliotheek van Israël: 987007261580805171
- Nationale Bibliotheek van Polen: a0000001102693
- Nationale en Universitaire bibliotheek Zagreb: 000056018
- Nederlandse Thesaurus van Auteursnamen: 071971319
- Réseau des bibliothèques de Suisse occidentale: 02-A005468945
- Système universitaire de documentation: 028539001
- Trove: 1078535
- Virtual International Authority File: 73869532
- WorldCat: E39PBJvCQFtcc998GQr6y6kVYP